# 阿當斯港
阿當斯港是南極洲的海港，位於阿蒙森灣的東北部，處於里塞-拉森山以南，長21公里，根據澳大利亞探險隊的空中照片繪入地圖。
66°50′S 50°30′E / 66.833°S 50.500°E